# Nanaloricus mysticus
Espèce
Nanaloricus mysticus est une espèce de loricifères de la famille des Nanaloricidae.

## Distribution
Cette espèce a été découverte  à Roscoff en France dans l'océan Atlantique Nord. 

## Publication originale
- Kristensen, 1983 : Loricifera, a new phylum with Aschelminthes characters from the meiobenthos. Zeitschrift fuer Zoologische Systematik und Evolutionsforschung, vol. 21, n. 3, p. 163-180.